# 吉村冬子
吉村 冬子（よしむら ふゆこ、1926年〈昭和元年〉12月29日 - 2022年〈令和4年〉12月13日）は、日本のアイヌ文化伝承者。アイヌの古式舞踊、儀礼、口承文芸など伝承・保存活動、アイヌ語教室の講師や助手など、アイヌ文化の伝承・保存活動への積極的に取組により、アイヌ文化の振興に大きく貢献した。同じくアイヌ文化伝承者の新井田セイノは異父姉にあたる。

## 経歴
北海道鵡川村字チン（現・むかわ町）で誕生した。幼少期は両親や近所の人々が話すアイヌ語を聞きながら育ち、日常生活の中でアイヌ語を身に着けた。
1974年（昭和49年）、むかわアイヌ協会が設立されて以降は、設立当時から会員になり、古式舞踊、儀礼、口承文芸など、アイヌ文化の伝承と保存などの活動を、積極的に行なった。1988年以降は、アイヌ民族文化祭やアイヌ文化フェスティバルといった催しにも参加した。
1994年（平成6年）から、姉の新井田セイノを講師とするアイヌ語教室の助手を務め、社団法人北海道ウタリ協会発行のアイヌ語テキスト「アコロイタク」の編集にも協力した。1996年（平成8年）からは、アイヌ語教室の講師を務めた。
1998年（平成10年）には、北海道内で初めて開催されたアイヌ語弁論大会で、は「クヤイ オモッテ イタク（私が体験した話）」と「クコロ ウパシクマ（若い人に伝える話）」を語り、最優秀賞を受賞した。
これらのアイヌ語の伝承・保存活動に積極的な取組、アイヌ文化の振興への多大な貢献を評価され、2004年（平成16年）には公益財団法人アイヌ民族文化財団によるアイヌ文化奨励賞を受賞した。
2012年度のSTVラジオによる「アイヌ語ラジオ講座」では、孫の押野朱美・里架の双子の姉妹が講師を務める傍らで、文化指導を担当した。
2022年12月、満95歳で死去した。没後は押野朱美・秋山里架が祖母の遺志を継ぎ、祖母から学んだ鵡川のアイヌ文化を広めるべく、北海道白老町のウポポイの舞台に立っている。